# شيغيو فوكودا
شيغيو فوكودا (باليابانية: 福田繁雄 ) (و. 1932 – 2009 م) هو مصمم ملصقات ‏، ونحات، ومصمم جرافيك ياباني، ولد في طوكيو، توفي عن عمر يناهز 77 عاماً، بسبب نزف مخي.

## التعليم
تعلم في جامعة طوكيو للفنون.

## جوائز
حصل على جوائز منها:
- الميدالية بنفسجية الشريط  [لغات أخرى]‏ (1997).